# Czołowa
Czołowa – skała we wsi Rożnów w województwie małopolskim, w powiecie nowosądeckim, w gminie Gródek nad Dunajcem. Znajduje się nad wschodnim brzegiem Jeziora Rożnowskiego, pod względem geograficznym na Pogórzu Rożnowskim będącym częścią Pogórza Środkowobeskidzkiego. Do skały dochodzi się wąską drogą, początkowo szutrową, potem wykonaną z płyt betonowych, odbiegającą od drogi z Rożnowa do Gródka nad Dunajcem. Droga ta zaczyna się w odległości około 700 m od cmentarza w Rożnowie w kierunku Gródka nad Dunajcem.
Czołowa stanowi najbardziej na południe wysunięta część Skał Rożnowskich. Jest pozostałością dawnego kamieniołomu. Ma postać skalnego muru o szerokości 45 m, a jej zachodnia ściana opada na plażę nad Jeziorem Rożnowskim. Przez większość dnia jest w pełnym słońcu. W skale są okapy, komin, zacięcia i rysy. Zbudowana jest z piaskowca istebniańskiego. Są to gruboławicowe i gruboziarniste piaskowce przedzielone cienkimi warstwami piaszczystych mułowców zmieszanych ze zwęglonymi resztkami roślinnymi.

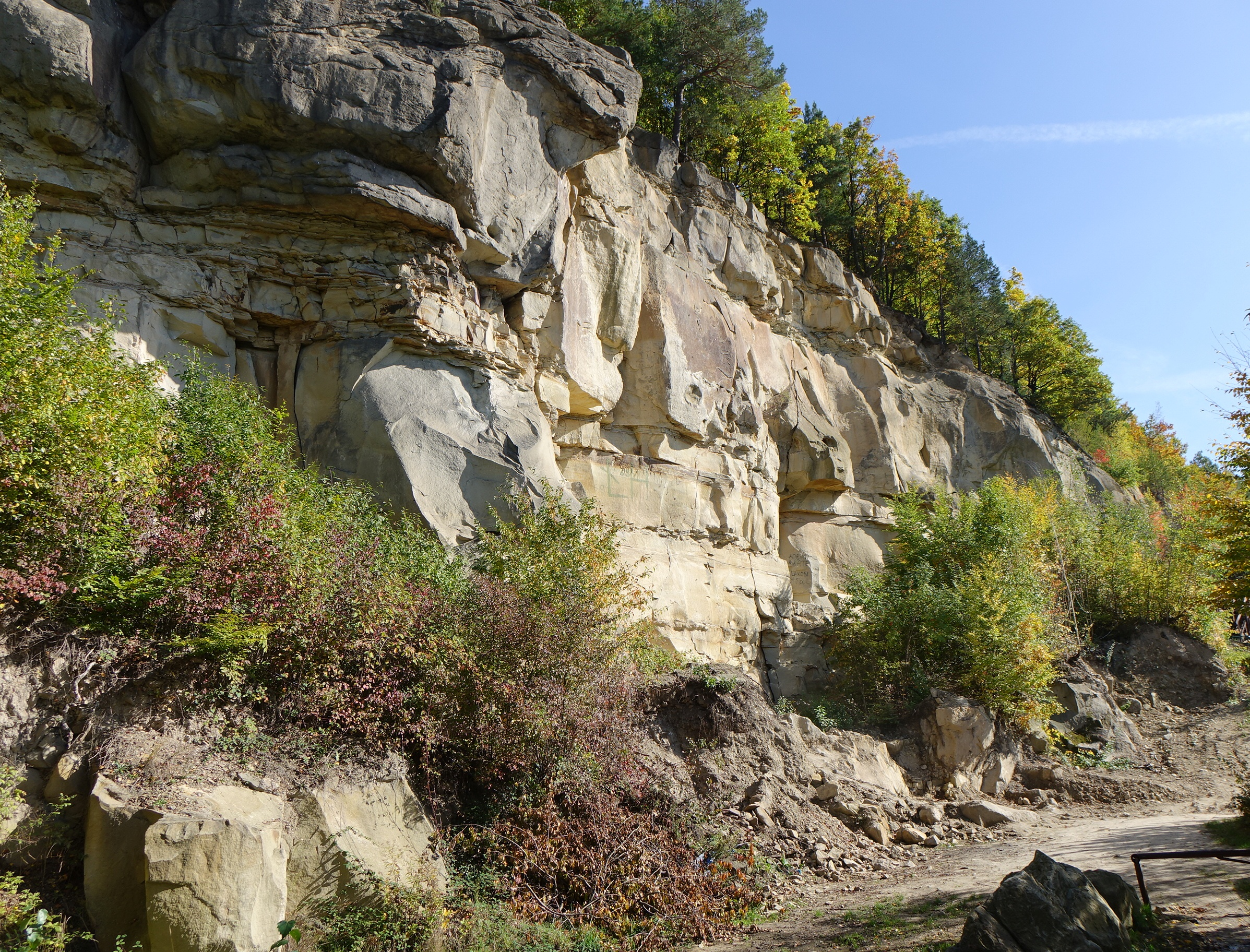
Widok od północnego zachodu
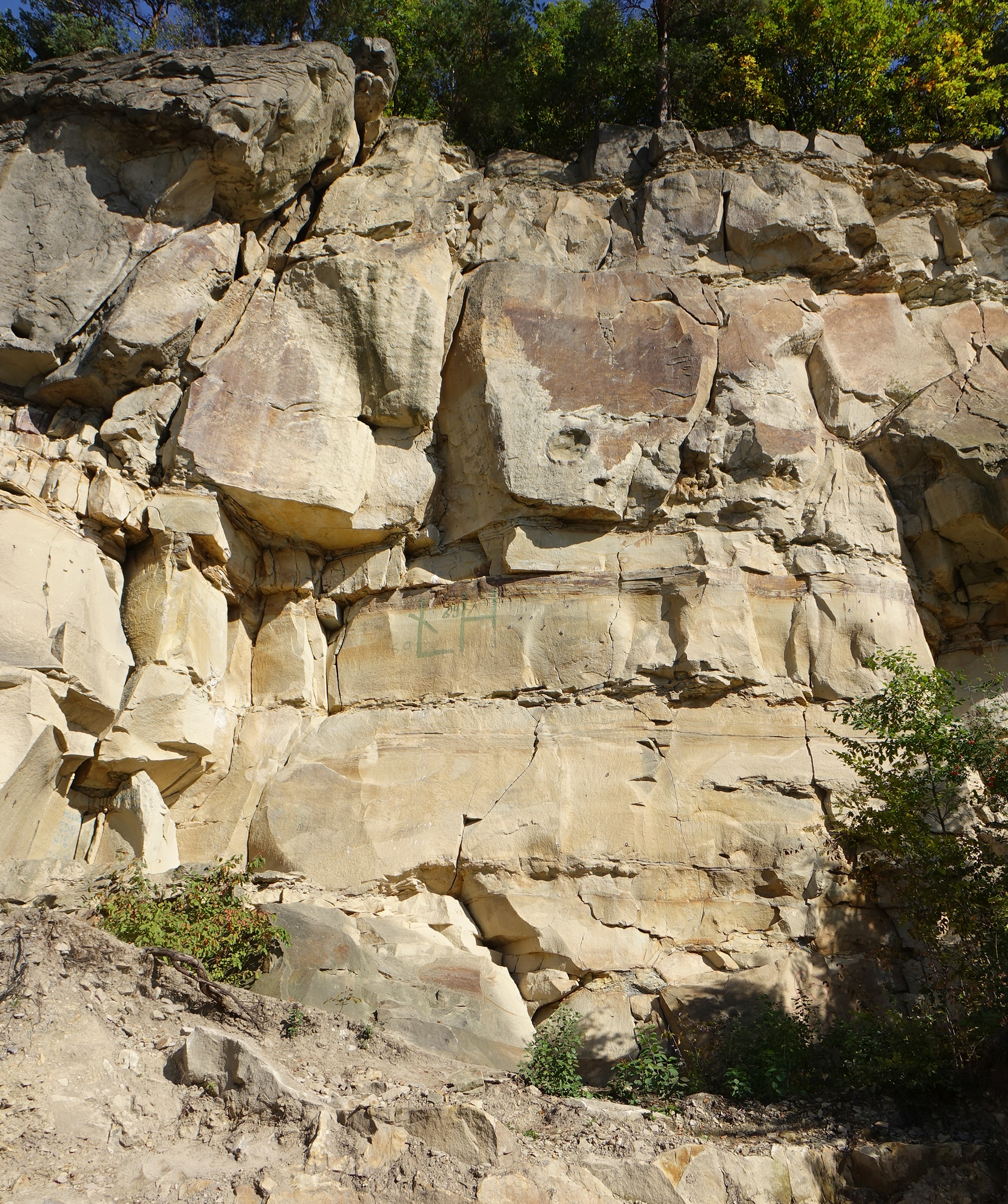
Drogi 5-9
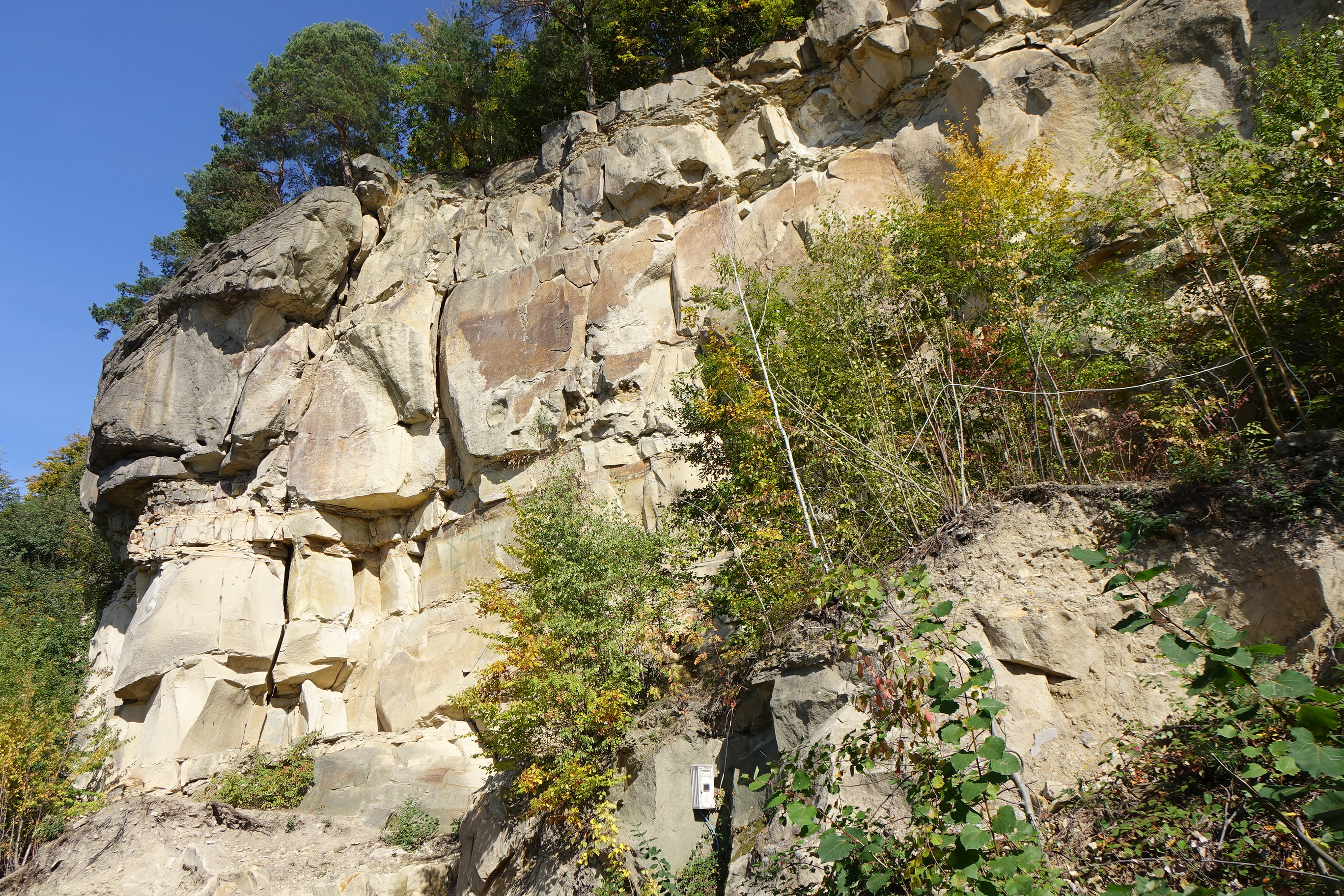
Widok od południowego wschodu

## Drogi wspinaczkowe
Skała jest obiektem wspinaczki skalnej, ale znajduje się na terenie prywatnym i wspinaczka dozwolona jest przy zachowaniu zasad ustalonych z właścicielem terenu. Jest na niej 14 dróg wspinaczkowych o trudności od VI do VI.5+ w skali polskiej oraz 4 projekty. Niektóre z dróg mają zamontowane stałe punkty asekuracyjne: ringi (r), pętle i stanowisko zjazdowe (st), na pozostałych wspinaczka na wędkę (w). Są dwie drogi drytoolingowe (dry), ale jest zakaz wspinaczki na nich.

1. Projekt; 8r + st
2. Hercklekoty; VI.4/4+, 8r + st
3. Komin za kiblem; VI, 10r + st
4. Projekt; 9r + st
5. Projekt; 3r
6. Projekt; 3r
7. Omen; VI.2+, 1 r, w
8. Trudniej być nie może; VI.4, 4r + st
9. Bliźniaki; VI, 1r, w, 3 starty
10. Ruchomy błąd; VI.2, pętla, w
11. Czerwone sztandary; VI.5+, pętla, 4r
12. Prawy wariant; VI.2+, w
13. Hakówka; A3, dry
14. Knotówka; VI+, w
15. Kołkówka; A3, dry
16. Nie ma problemów; VI+, w
17. Problemik; VI+, w
18. Amerykańska rysa; VI, w[1].